# مانفيل (ألبرتا)
مانفيل (بالإنجليزية: Mannville, Alberta)‏ هي بلدة تقع في كندا في ألبرتا. يقدر عدد سكانها بـ 803 نسمة ومساحتها 2.15 كم2 وترتفع عن سطح البحر 625 متر.

## أعلام
- إرفنغ غوفمان